# A paraszt panaszai
A paraszt panaszai (egyiptomi nyelven: sḫtỉ nfr mdw, „jó beszédű paraszt”) címen ismert ókori egyiptomi irodalmi mű a középbirodalom idejéből származik. Ez az egyik leghosszabb és legépebben fennmaradt történet ebből a korból. Témája az igazságszolgáltatás fontossága és az ékesszólás hasznossága. A címszereplő parasztnak – tulajdonképpen oázislakónak – egy magasabb rangú ember önkényesen elvette a szamarait; emiatt panaszával megrablója feletteséhez fordul, akit meglep a tanulatlan ember ékesszóló könyörgése. Mivel a királynak is nagyon tetszik az ékesszólás, a kérelmezőt addig nem méltatják válaszra, amíg vádló és könyörgő beszédében ki nem merítette az érvek és érzelmek teljes skáláját. Az igazsága mellett a végsőkig kitartó kisember végül elnyeri jutalmát.
A klasszikus egyiptomi nyelven, hieratikus írással íródott történet négy középbirodalmi papiruszon – a Berlinben őrzött P. Berlin 3023, P. Berlin 3025, P. Berlin 10499 (más néven P. Ramesseum A) és a Londonban található P. BM 10274 (más néven P. Butler 527) papiruszon – maradt fenn, mindegyiken töredékesen, de a töredékekből a teljes történet összeállítható. A szöveg nagy része – 378 sor – az első két berlini papiruszon maradt fenn; korábban elveszettnek hitt elejét – a Szinuhe elejével együtt – a Ramesszeumból származó harmadik berlini papiruszon találták meg. A teljes szöveg fordítását először Friedrich Vogelsang és Alan H. Gardiner publikálta 1908-ban.
A szöveg a későbbi korokban is ismert volt; egy ramesszida kori osztrakonon például idézik a paraszt egyik mondását.

## A történet
|  | Alább a cselekmény részletei következnek! |

Élt egyszer egy Khunanup nevű ember Szehet-Hematban („Sómező”, a mai Vádi Natrún). Egy nap azt mondta a feleségének, Meritnek: „Elmegyek Egyiptomba, hogy élelmet hozzak gyermekeimnek. Mérd ki nekem a raktárból azt, ami a tavalyi árpából megmaradt!” Ezután megkérte a feleségét, hogy hat adag árpából készítsen neki kenyeret és sört az útra, majd megpakolta szamarait Szehet-Hemat minden terményével (itt különféle áruk, közte só, fa, növények, madarak és kövek hosszas felsorolása következik, több fajnév azonosíthatatlan).
Khunanup dél felé indult, Neni-Niszut irányába (a város, mely ma görög nevén Hérakleopoliszként ismert, a történet feltételezett időpontjában Egyiptom fővárosa volt). Elért egy Per-Fefi nevű településig (ma azonosíthatatlan; a szöveg alapján a felső-egyiptomi 22. nomosztól északra feküdt). Itt állt a folyóparton Nemtinaht (korábbi fordításokban Dzsehutinaht), aki Meru fia Renszi fő háznagy helyettese volt. Nemtinahtnak megtetszettek Khunanup szamarai, és tervet eszelt ki, hogy elvegye őket tőle.
Nemtinaht háza keskeny út elején állt, az utat egyik oldalról a folyó, a másikról árpamező szegélyezte. Nemtinaht beküldte egy szolgáját a házba, hogy hozzon ki neki egy ruhát. A szolga kihozta, Nemtinaht pedig leterítette a ruhát az ösvényre, a folyópart és az árpamező közé. Mikor Khunanup odaért, Nemtinaht felszólította, hogy ne lépjen a ruhára. Khunanup hallgatott rá, és az árpamezőn akarta áthajtani szamarait. „Talán út neked az én árpamezőm?” – kérdezte ekkor Nemtinaht. „Az én utam jó. A part meredek; ha az utat elzárod, csak az árpamezőn tudok átmenni” – felelte Khunanup. – „Nem engedsz az útra?”
Egyik szamara ekkor legelni kezdett az árpából. Nemtinahtnak se kellett több. „Elkobzom a szamaradat, mert eszi az árpámat”. Khunanup azt felelte: „Az én utam jó, és csak egy szál árpában esett kár; egy szál árpa áráért visszavásárolnám a szamaram. Ismerem ennek a birtoknak az urát is: Meru fia Renszi az, kitől retteg a környék minden tolvaja; épp az ő birtokán raboljanak ki?” Nemtinaht letorkolta: „Én beszélek hozzád, te pedig nem átallod a fő háznagyot említeni?” – Ezzel botot fogott, megverte Khunanupot, és elhajtotta a szamarait. Khunanup panaszkodni kezdett, mire Nemtinaht megfenyegette. „Megütsz, elveszed a tulajdonomat, és még a panasz jogát is elveszed tőlem?” – kérdezte Khunanup. – „Add vissza, ami az enyém, akkor nem panaszkodok tovább!” – És így könyörgött tíz napon át, de hiába.
Ekkor felkerekedett és elment Neni-Niszutba, hogy beszéljen Renszivel. Sikerült találkoznia vele és megkérnie, küldjön el hozzá valakit, akinek elpanaszolhatja sérelmét. El is tudta mondani panaszát Renszi egy szolgájának, aki továbbította urának, Renszi pedig megvádolta Nemtinahtot a hatóság előtt, ők azonban nem vették komolyan a panaszt és feltételezték, hogy Nemtinaht jogosan büntette meg a parasztot; emiatt Renszi nem is továbbította kitérő válaszukat Khunanupnak.
Khunanup ekkor személyesen ment el Renszihez, és rendkívül ékesszólóan szólította meg, majd arra kérte, tegyen igazságot. Renszi elcsodálkozott az ékesszóló beszéden, és elment a királyhoz. Nebkauré volt ekkoriban Egyiptom fáraója. Mikor a fáraó meghallotta, milyen ékes szólású parasztot talált Renszi, utasította a háznagyot, hogy ne válaszoljon neki, hanem jegyeztessen fel mindent, amit Khunanup mond. Arra is utasítást adott, hogy adjanak neki élelmet és küldjenek a családjának is, mert tudta, hogy az oázislakók akkor jönnek a városba, amikor elfogyott az ennivalójuk.
Khunanup pedig ismét elment Renszihez, és ismét ékes szavakkal szólt, Renszi pedig elcsodálkozott azon, mennyire hajthatatlan, és az igazság iránti vágya mennyivel erősebb, mint a félelem, hogy árthatnak neki.
Mikor harmadszor is eljött és elmondta panaszát – ezúttal a palotaudvar bejáratánál –, Renszi megverette a szolgáival. Khunanup ekkor megfeddte, amiért nem tartja be a törvényt. „Meru fia vak arra, amit látnia kellene. Olyan vagy, mint a város kormányzó nélkül, mint a nép uralkodó nélkül, mint a hajó kapitány nélkül… egy őr, aki lop, egy kormányzó, ki kenőpénzt fogad el, egy vezető, akinek feladata a bűn üldözése, de aki az elkövető mintapéldánya lett.”
Negyedszer Herisef templomának kapujában várta meg Renszit, és az isten kegyelmét kérte rá, mielőtt ismét szónokolni kezdett, és az igazság és biztonság hiányán lamentált. „Ki alhat ma nyugodtan hajnalig? (…) De minek is beszélek neked, hiszen az együttérzés rég kiveszett belőled!” Ötödször, hatodszor, hetedszer, nyolcadszor és kilencedszer is eljött Renszihez, és hol ostorozta, hol könyörgött neki, hol erkölcsi tanácsokkal látta el. Mikor kilencedszer is szólt hozzá és távozni akart, Renszi két szolgáját utánaküldte. Khunanup megijedt, hogy büntetés vár rá, Renszi azonban megnyugtatta, hogy nem lesz baja, ezután kilenc feljegyzett beszédét elküldte a királynak. A király elolvasta és nagyon tetszett neki, ezért rábízta Renszire, hogy döntsön az ügyben. A háznagy maga elé rendelte Nemtinahtot, és listát íratott annak minden vagyonáról, majd igazságtételként Nemtinaht minden tulajdonát – hat szolgáját, árpáját, búzáját, szamarait, sertéseit, baromfijait – Khunanupnak adományozta.
|  | Itt a vége a cselekmény részletezésének! |

## A szöveg szerkezete és célja
A szövegben váltakoznak az elbeszélő részek és a főszereplő ékesszóló könyörgései, melyekből szám szerint kilenc található a műben. Felmerült, hogy a szöveg valójában két különböző szöveg – az elbeszélés és a könyörgések – összevonásából keletkezett, a kettő azonban nyilvánvalóan szerves egységet alkot, melyet nemcsak a visszatérő motívumok igazolnak, hanem az is, hogy az ékesszóló beszédek nélkül a történet érdektelenül egyszerű lenne. Sem a történetben, sem a nyelvezetben nincsenek egymásnak ellentmondó részek, és a fennmaradt kéziratok egyértelműen egységes műként kezelik a szöveget, melynek valószínűleg egy szerzője volt. Míg a narratíva a korabeli elbeszélések egyszerűségével íródott, a főszereplő szónoklatai dagályosak és díszesek. Egy felvetés szerint a mű népszerűségét az okozhatta, hogy modellül szolgálhatott írnokoknak a hatóságokhoz benyújtható kérelmekhez. Ezt alátámasztja, hogy bár a történet főszereplőjének konkrét panasza van, maguknak a könyörgéseknek a szövege általános; a magasabb rangú emberhez szóló, dicsérő hízelgéssel és néhol burkolt fenyegetésekkel teli szöveg gyakorlatilag tetszőleges kérelemre alkalmazható. A kérelmek megfogalmazásának szépségét a szöveg azzal is hangsúlyozza, hogy már a történet elején nyilvánvalóvá teszi, hogy a főszereplőnek sikere lesz velük.
Elképzelhető az is, hogy a mű politikai jellegű kritikaként íródott; megjelennek benne az erre jellemző vonások, például hogy a történetet egy korábbi időszakba helyezi és a panaszokat egy kívülálló, egy oázislakó szájába adja.
A történet valósághű részleteket tartalmaz: amikor a király elrendeli, hogy Khunanup kapjon élelmet, amíg a városban tartózkodik, az élelem mennyisége – 10 kenyér és 2 korsó sör – megfelelt a korabeli legalacsonyabb napi bérnek, amely más forrásból is ismert. Ez nemcsak realisztikussá teszi az elbeszélést, de egyben a főszereplő alacsony társadalmi státuszát is kiemeli abban a jelenetben, amelyben a király elé járul.